# Alfons Sweeck
Alfons Sweeck, né le 15 mars 1936 à Keerbergen et mort le 13 décembre 2019 à Louvain, est un coureur cycliste belge, professionnel de 1959 à 1962.

## Biographie

### Carrière
En 1960, Alfons Sweeck gagne une étape du Tour d'Espagne et le Tour de Belgique.

### Famille
Il est le grand-père de Laurens, Diether et Hendrik Sweeck, également coureurs cyclistes.

## Palmarès et résultats

### Palmarès par année
- 1956
  - 7eb étape du Tour de Belgique amateurs (contre-la-montre par équipes)
  - 2e étape du Tour du Limbourg amateurs
- 1957
  - Gand-Wevelgem amateurs
  - 7eb étape du Circuit des neuf provinces
  - 6eb étape des Six Jours de Suède (contre-la-montre)
- 1958
  - 3eb (contre-la-montre) et 4e étapes du Tour de Belgique amateurs
  - 4e et 5ea (contre-la-montre) étapes de la Milk Race
  - 2e de Gand-Wevelgem amateurs
  - 3e de la Milk Race
  - 3e du Trophée Guffanti
- 1959
  - 6e étape du Tour de Tunisie
  - Circuit de la Meuse
  - 3eb étape du Tour de Belgique indépendants
  - 9e du Grand Prix des Nations
- 1960
  - 10e étape du Tour d'Espagne
  - Tour de Belgique :
    - Classement général
    - 4ea étape (contre-la-montre par équipes)
- 1961
  - Grand Prix des Carrières

### Résultats sur les grands tours

#### Tour d'Espagne
3 participations
- 1960 : 16e, vainqueur de la 10e étape
- 1961 : abandon (14e étape)
- 1962 : 26e